# Správa letiště Pardubice
Správa letiště Pardubice je samostatný vojenský útvar působící v podřízenosti velitele Vzdušných sil Armády České republiky na pardubickém letišti. Mezi hlavní úkoly Správy letiště Pardubice patří zabezpečení spolupráce mezi armádou, ministerstvem obrany a státním podnikem LOM Praha, který na letišti v Pardubicích provozuje Centrum leteckého výcviku (zajišťující základní letecký výcvik posluchačů Univerzity obrany a pilotů českého letectva), dále zabezpečení funkce náhradního letiště AČR a NATO nebo služeb řízení letového provozu. Dalšími vojenskými subjekty na letišti Pardubice je 14. pluk logistické podpory a 34. základna komunikačních a informačních systémů – uzel KIS Pardubice. Správa letiště Pardubice vznikla jako nástupnická organizace 34. základny speciálního letectva, zrušené k 30. listopadu 2003.